# Lepus sinensis
Lepus sinensis е вид бозайник от семейство Зайцови (Leporidae).

## Разпространение
Видът е разпространен във Виетнам, Китай (Анхуей, Гуандун, Гуанси, Гуейджоу, Джъдзян, Дзянси, Дзянсу, Фудзиен и Хунан), Провинции в КНР и Тайван.